# Corni-Albești
Corni-Albești – wieś w Rumunii, w okręgu Vaslui, w gminie Albești. W 2011 roku liczyła 1220 mieszkańców.